# Kis-Irgiz
A Kis-Irgiz  (oroszul: Малый Иргиз) folyó Oroszország európai részén, a Szaratovi területen, a Volgán kialakított Szaratovi-víztározó bal oldali mellékfolyója.

## Földrajz
Hossza: 235 km, vízgyűjtő területe: 3900 km², évi közepes vízhozama a torkolatnál: 6,4 m³/s.
A Szaratovi terület északi határa környékén ered és délnyugati irányba folyik. Novembertől áprilisig befagy. Nyaranta felső szakasza rendszeresen kiszárad, télen néha fenékig befagy.